# Jan Duyvendak
Jan Julius Lodewijk Duyvendak (Harlingen, 28 juni 1889 - Leiden, 9 juli 1954) was een Nederlands sinoloog.
Duyvendak studeerde in eerste instantie Filologie aan de Rijksuniversiteit Leiden. Al vrij snel begon hij Chinese talen te studeren bij J.J.M. de Groot. Daarna, in 1910-1, ging hij naar Parijs om te studeren bij de hoogleraren Édouard Chavannes en Henri Cordier. In 1912-8 werkte hij in de eerste dagen van de Chinese republiek voor de Nederlandse ambassade in Peking. In 1919 werd Duyvendak hoogleraar Chinees aan de Rijksuniversiteit Leiden. Hij richtte daar in 1930 het Sinologisch Instituut op. In de jaren vijftig was Duyvendak ook rector van de Rijksuniversiteit Leiden.
Duyvendak onderzocht de Chinese overzeese betrekkingen en vertaalde het Het boek van Heer Shang (商君書), ook verkort Shangzi genoemd, een hoofdwerk van het Chinese Legalisme. Ook verzorgde hij de tweede Nederlandse vertaling direct uit het Chinees van Tao Te Ching, een van de belangrijkste geschriften van het taoïsme.
In juli 1940 correspondeerde Duyvendak met Jan Oort over de identificatie van de Krabnevel met de supernova SN 1054, die in het jaar 1054 in de Sung Hui Yao als opvallende ster was beschreven. Twee jaar later publiceerden zij hierover samen met de Amerikaanse astronoom Nicholas Mayall.

## Werken (selectie)

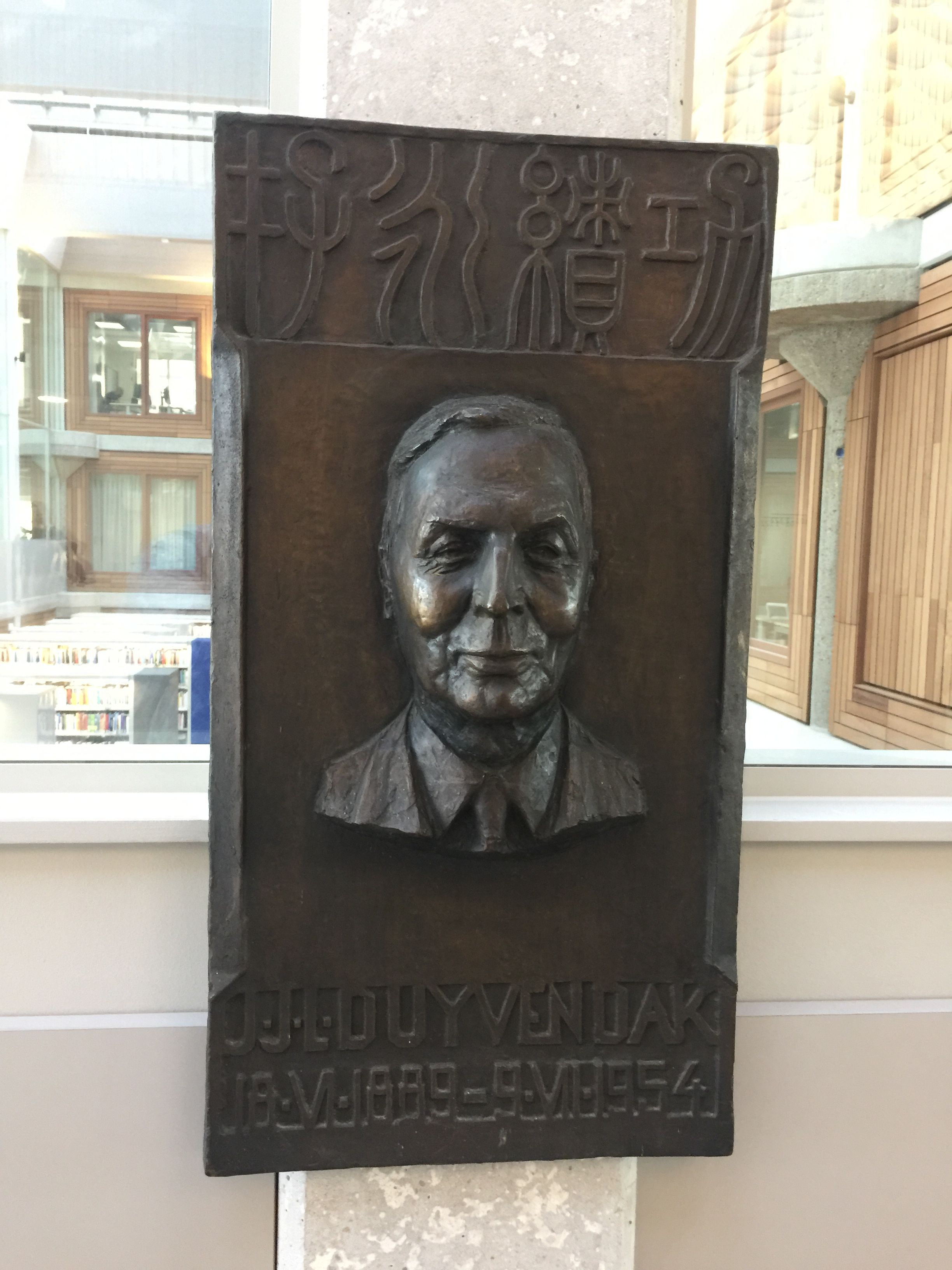
J.W.L. Duyvendak (Herta Mohr Gebouw, Leiden)

- 1928: The Book of Lord Shang: a classic of the Chinese school of law, Probsthain, Londen (over Shang Yang)
- 1933: Ma Huan heronderzocht, Noord-Hollandsche, Amsterdam
- 1939: 'The True Dates of the Chinese Maritime Expeditions in the Early Fifteenth Century', (in: T'oung Pao 34 (1939), pp. 341-413)
- 1942: 'Further data bearing on the identification of the Crab Nebula with the supernova of 1054 A.D.'. (Part I: J.J.L. Duyvendak, ‘The ancient oriental chronicles’; Part II. N.U. Mayall and J.H. Oort, ‘The astronomical aspects’ (in: Publications of the Astronomical Society of the Pacific, 54 (1942), pp. 91-104).
- 1942 Tau-te-tsjing. Het boek van weg en deugd (uit het Chinees vertaald en toegelicht door J.J.L. Duyvendak), Arnhem (Van Loghum Slaterus), 2e herziene druk 1950, 3e druk Amsterdam (De Driehoek) 1980 (met een nawoord van B.J. Mansvelt Beck), ISBN 90-6030-277-X.
- 1949: China's Discovery of Africa, Probsthain, Londen